# Martina Jakubšová
Martina Jakubšová (* 14. Juni 1988 in Ostrava, Tschechoslowakei) ist eine tschechische Volleyballspielerin.

## Karriere
Jakubšová begann ihre Karriere in der Heimatstadt bei TJ Mittal Ostrava, wo sie von 2001 bis 2007 aktiv war. Dann wechselte sie zu PVK Olymp Prag. Mit dem Team aus der Hauptstadt gewann die Außenangreiferin 2008 die tschechische Meisterschaft und erreichte außerdem das Pokalfinale. 2011/12 spielte die Junioren-Nationalspielerin, die seit 2010 in der A-Nationalmannschaft zum Einsatz kommt, beim deutschen Bundesligisten Envacom Volleys Sinsheim.